# Салоники (ном)
Салони́ки (греч. Θεσσαλονίκη) — ном в Греции. Крупнейший ном периферии Центральная Македония. Административный центр — Салоники, второй по величине город Греции.
На территории нома находятся два крупных озера Македонии — Корония и Волви.
Административное деление на номы упразднено с 1 января 2011 года по программе «Калликратис».

## Экология

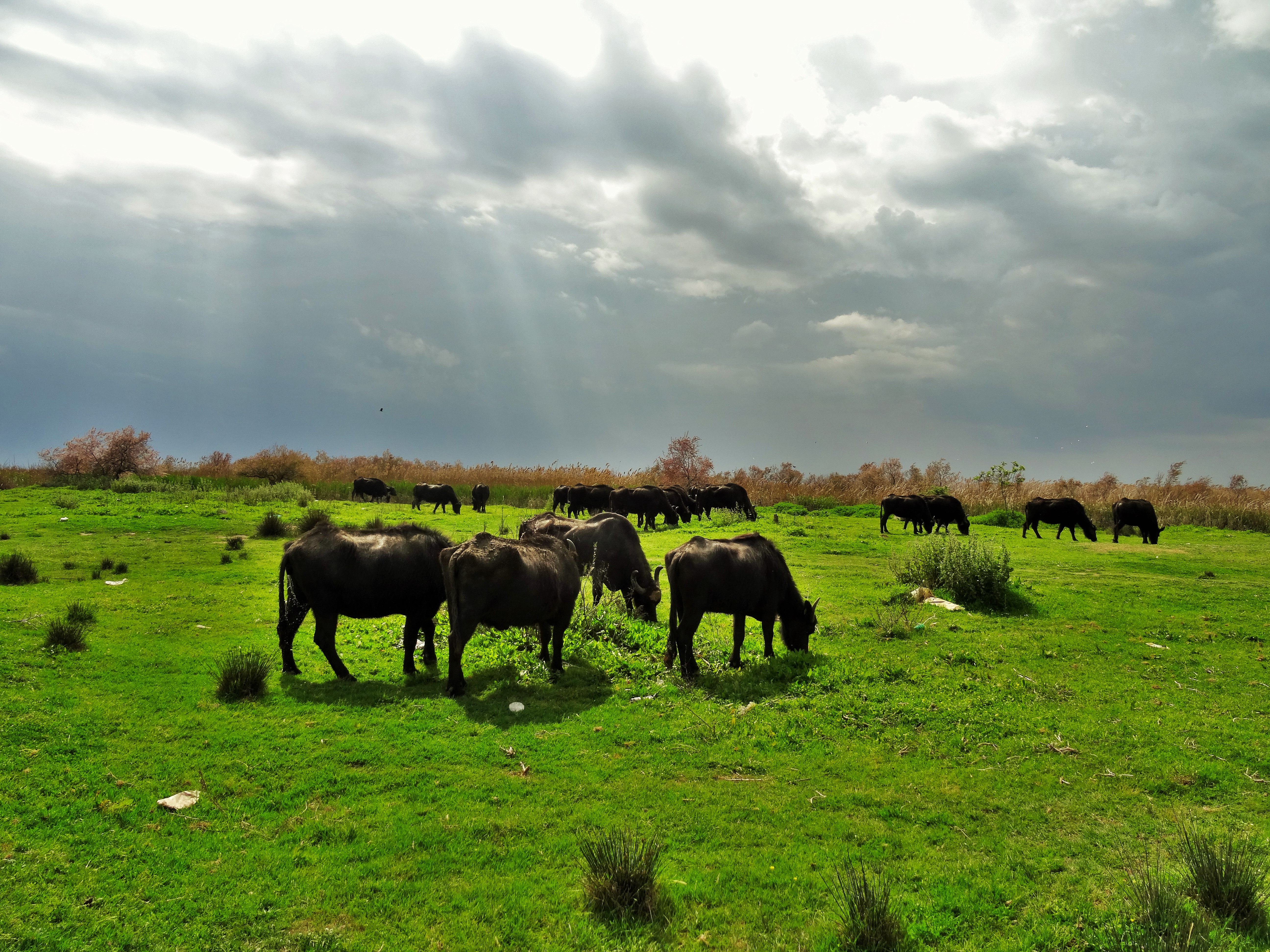
Стадо болгарской мурры (азиатского буйвола) в дельте Аксьоса

К западу от города Салоники находятся дельты рек Галикос, Аксьос (Вардар), Лудиас, Альякмон и побережье Китрос, где получают морскую соль. Весь этот регион дельт, между национальной автострадой 1 Пирей — Афины — Салоники — Эвзони и побережьем, включен в Национальный парк «Дельта Аксьос-Лудиас-Альякмон». Здесь наблюдаются 298 видов птиц (66 % от количества видов птиц в Греции), в том числе 18 из 25 исчезающих видов птиц, наблюдаемых в Греции. 106 видов птиц гнездятся в парке. Здесь обитают 40 видов млекопитающих, в том числе: нутрия, выдра, европейский суслик, евразийский волк, обыкновенный шакал, а также 18 пресмыкающихся, 9 земноводных и 7 беспозвоночных видов. Люди занимаются здесь выращиванием риса, скотоводством, рыбной ловлей и разведением мидий. На лугах реки Аксьос обитают дикие лошади, а в дельте реки Галикос стада болгарской мурры (азиатского буйвола).
28 855,18 гектаров водно-болотных угодий в дельте Аксьос-Лудиас-Альякмон, важных для орнитофауны, включая Алики-Китрус, входят в сеть природоохранных зон «Натура 2000».
Дельта Аксьос-Лудиас-Альякмон — важный участок для размножения, миграции, отдыха и зимовки водоплавающих птиц, кочующих и перелётных птиц. Разнообразие ареалов является одной из главных особенностей дельты, образованной Аксьосом, Лудиасом и Альякмоном. Дельта поддерживает разнообразную популяцию птиц, включая исчезающие и редкие виды. Дельта рек, а также морская вода глубиной менее 6 метров служат местом нереста для популяций рыб залива Термаикос и Эгейского моря. Обилие питательных веществ и небольшие глубины воды благоприятствуют аквакультуре. В Аксьосе и Альякмоне обитает 26 местных видов рыб, в том числе Pachychilon macedonicum, в Альякмоне обитает четыре завезённых вида рыб.

## Крупнейшие города
- Салоники
- Каламария